# Chamaecrista deeringiana
Chamaecrista deeringiana là một loài thực vật có hoa trong họ Đậu. Loài này được Pennell miêu tả khoa học đầu tiên.